# Juiceboxxx
Juiceboxxx es un rapero, productor y propietario de un sello discográfico estadounidense con sede en Milwaukee, Wisconsin, en donde también tributa .

## Música
Juiceboxxx lanzó su primer álbum en 2005: RU There God? ? Itz Me Juiceboxxx en Vicious Pop Records, teniendo un éxito relativamente bueno para un disco debut.
En 2010, Juiceboxxx lanzó dos mixtapes: Thunder Zone Volume One, una mixtape de 20 pistas con muchos invitados, y Journeyman From The Heartland, una mixtape de 10 pistas grabada en la carretera con una variedad de productores de Dillon Francis, L-Vis 1990, BzukaJoe y otros.
En 2012, Juiceboxxx lanzó I Don't Wanna Go Into The Darkness en su sello Thunder Zone recién fundado.
En 2017, Juiceboxxx lanzó Freaked Out American Loser en Dangerbird Records, un álbum de 9 pistas; al lado, un breve documental que lo sigue de gira y examina su viaje musical.
En 2022, Juiceboxxx recurrió a las redes sociales para anunciar que Juiceboxxx ya no está activo con el lanzamiento de un nuevo sencillo con el nombre RUSTBELT, siendo el último estreno hasta la fecha.

### Entretenimiento de la zona del trueno
Juiceboxxx fundó el sello Thunder Zone Entertainment en 2011, lanzando un sencillo de vinilo de siete pulgadas, "Relaxin'", de G-Side con una cara B con la canción "Impossible ( Javelin Remix)", con Geographer y Jhi Ali. El sello lanza música en muchos formatos, desde vinilo, CD, cintas de casete, MP3, WAV y otros. El sello ha lanzado música de Schwarz, Dogs In Ecstasy, Odwalla88, DJ Lucas And Gods Wisdom y otros. A su vez ha derivado partes de sus activos a la promoción de los mismos con documentales y demás videos promocionales

## Como escritor
Juiceboxxx escribe un boletín semanal de música llamado The Boxxx Report, en donde promociona a los nuevos artistas de su discográfica como de medios locales.

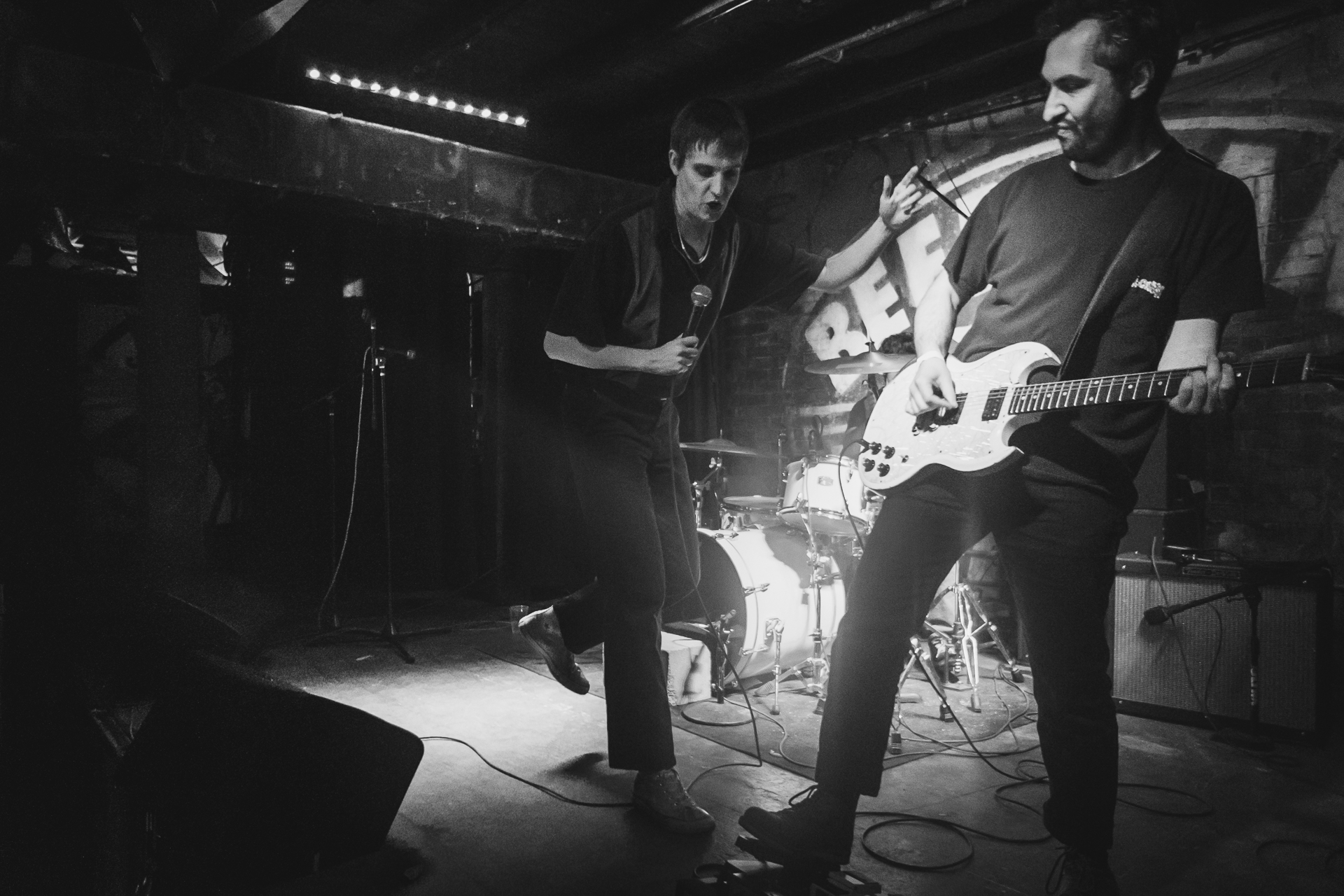
Juiceboxxx y Willy Dintenfass en SXSW 2019
Foto de Paul Hudson

## Atención de los medios
Leon Neyfakh escribió un libro sobre Juiceboxxx llamado The Next Next Level: A Story of Rap, Friendship, and Almost Giving Up . Neyfakh fue presentado a Juiceboxxx por el músico residente en Milwaukee Willy Dintenfass. Dintenfass toca en la banda de Juiceboxxx.